# Eugen Konrad
Jenő Konrád (13 august 1894 – 15 iulie 1978) denumit și Eugen Conrad sau Eugène Conrad sau Eugenio Konrad a fost un jucător de fotbal și manager maghiar, născut la Palánka(Voivodina, Austro-Ungaria) decedat la New York, SUA. În anii 1910 a jucat la Naționala Ungariei împreună cu fratele său, Kálmán Konrád. El este cel mai remarcat pentru cariera sa de antrenor de fotbal; a condus SC Wacker Viena, Chinezul Timișoara,  CA Viena,  Hakoah Viena, 1. FC Nürnberg, Ripensia Timișoara, 1. FC Brno,  FC Austria Viena, US Triestina,, Olympique Lillois și Sporting Lisabona.

## Cariera

### Jucător

#### Cluburi
Între 1913 și 1919 a fost jucător de fotbal al MTK, unde a câștigat două titluri de ligă. Konrád a jucat pe poziția de mijlocaș central și a fost considerat un excelent dribleur și pasator, dar uneori a fost acuzat de lipsă de entuziasm în alergare.
A început să joace fotbal organizat la vârsta de 14 ani când s-a alăturat Budapesti AK, la 17 s-a mutat la MTK Budapesta, unde a debutat la prima echipă în sezonul 1911–12. După două titluri de vicecampion în spatele clubului Ferencvárosi Torna, titlul de campionat a fost câștigat în 1914. În același an, fratele mai mic al lui Konrád, Kálmán ( Konrád II ), s-a alăturat clubului.
Odată cu începutul Primului Război Mondial, Konrád I s-a alăturat armatei unde a luptat pe Frontul de Est și a urcat la gradul de ofițer. Cu toate acestea, acest lucru nu l-a împiedicat să participe la cele două competiții de campionat neoficiale din 1915, dintre care MTK a câștigat campionatul de toamnă. În luna mai a aceluiași an, a primit și prima convocare la echipa națională, unde a fost folosit în victoria cu 2-1 împotriva Austriei, dar acesta urma să fie singurul său meci pentru Ungaria. Konrád a devenit prizonier de război rus în 1917. Odată cu Revoluția Rusă, situația din lagăr sa înrăutățit și pentru unguri. Potrivit rapoartelor, el a reușit să evadeze dintr-un lagăr de prizonieri din Siberia.
Pentru sezonul 1918/19, Konrád I a revenit la club, care se afla acum sub conducerea sportivă a lui Jimmy Hogan. Englezul alcătuise o echipă puternică care avea să domine fotbalul maghiar până la mijlocul anilor 1920. Frații Konrád au jucat împreună într-o echipă cu György Orth, József Braun și Alfréd Schaffer și au reușit să obțină titlul de campionat în 1919.
Ca urmare a tulburărilor politice care au predominat în Ungaria după încheierea războiului, o serie de jucători maghiari au profitat de ocazie pentru a găsi cazare la cluburi străine. A plecat în străinătate în 1919. A jucat pentru Austria Viena până în 1924. Directorul sportiv de atunci al Wienn Amateur SV(azi Austria Viena) Hugo Meisl a reușit să-i îndrume pe frații Konrád la Viena. Konrád a primit un bilet anual pentru Bursa de Valori din Viena ca un stimulent pentru schimbarea clubului. Konráds au jucat pentru Ober-Sankt Veiter în runda de toamnă, dar la acel moment federația maghiară a avut o ceartă aprinsă cu cea austriacă, deoarece majoritatea jucătorilor din Budapesta care lucrează la Viena lucrau fără aprobarea cluburilor de acasă. La sfârșitul anului 1919, la insistențele ungurilor, acestor jucători li s-a revocat permisiunea de a juca la Viena; pe lângă frații Konrád, au fost afectați și Ferenc Plattkó și Alexander Neufeld. Abia în primăvara anului 1920, jucătorii au primit în cele din urmă autorizația și permisiunea de a juca.
Cei doi unguri au avut succes la amatori încă de la început și - împreună cu Schaffer, care s-a alăturat ulterior echipei - au fost implicați semnificativ și în dezvoltarea stilului de joc al Violeților. Primul titlu câștigat a fost Cupa Austriei în 1921, urmată în 1924 de primul titlu de campionat din istoria clubului și o altă victorie în cupă. Ulterior, fotbalul profesionist a fost introdus oficial în Austria și frații Konrád au încercat să obțină cel mai profitabil angajament posibil. După câteva luni de ambiguitate, cei doi au semnat în cele din urmă cu Viena, o sumă de 90 de milioane de coroane fiind raportată în presă. Cu toate acestea, Konrád a suferit o rănire gravă de menisc în 1925, care i-a pus capăt carierei active.

#### Naționala
În 30 mai 1915, a apărut o dată în echipa națională a Ungariei, 2-1 împotriva Austriei, jucat pe WAC-Platz, din Viena.

### Antrenor
După ce fratele său s-a întors la fostul său club după un sezon la Viena, Konrád a preluat pregătirea amatorilor și i-a condus la a doua lor dublă în 1926. Apoi a petrecut șase luni la SC Wacker Wien și a preluat primul club românesc Chinezul Timișoara, la începutul anului 1927, cu care a câștigat campionatul la sfârșitul sezonului. După dificultăți financiare, Konrád a părăsit clubul și a preluat Vienna AC, iar după doi ani a avut grijă de SC Hakoah Vienna în 1929. 
A devenit apoi antrenor la 1. FC Nürnberg , pe care a condus-o în semifinalele campionatului german doi ani mai târziu, în care au pierdut cu FC Bayern Munchen. Ziarul național-socialist Der Stürmer a condus o campanie de calomnie împotriva antrenorului evreu și a reușit ca Konrád să plece de la Nürnberg, spre regretul clubului său. Consiliul de conducere sub președintele Müller și jucătorul FCN Hans Kalb, un prieten apropiat al familiei Konrád, a încercat fără succes să-l convingă pe antrenor să rămână. Konrád, care a fugit cu familia cu trenul de noapte spre Viena în noaptea de 6 august, i-a predat la gară, președintelui clubului de la Nürnberg o ilustrată cu autograf semnată cu inscripția 
```
„Clubul a fost primul și trebuie să devină primul”. 
```

80 de ani mai târziu, citatul devine o cultură a amintirii antrenorului expulzat și motto-ul omniprezent al clubului prin Nürnberg Nordkurve și ultrașii săi.
La Viena, Jenö Konrád a condus cinematograful Nestroy și a scris ca jurnalist sportiv pentru Sport-Tagblatt.
A revenit în România în vara anului 1933, unde a semnat un contract pe 3 luni și a condus Ripensia Timișoara la campionatul 1932/33. În primele săptămâni, Konrád a locuit în luxosul hotel „Metropol” iar ulterior, potrivit presei românești, a primit un salariu lunar de 25.000 de lei pe lângă o casă cu grădină pe malul râului Belá. Potrivit presei române, în proprietatea sa locuia și fratele său Kalman, deși nu și-a desfășurat nicio activitate în cadrul clubului. După sezon, Konrád a primit o ofertă de la Nacional Montevideo, pe care a respins-o pentru că clubul i-a cerut antrenorului evreu să treacă la catolicism. Ultimul meci al lui Konrad ca antrenor al Ripensiei, din 1 octombrie 1933, a fost meciul de acasă cu Unirea Tricolor București (3-0).
Cei doi frați s-a întors la Viena și câteva săptămâni mai târziu au semnat un contract provizoriu bine plătit ca antrenor al SK Židenice la Brno. Pe baza funcției de antrenor, Konrád a pus condiția care trebuia îndeplinită pentru a-l aduce pe naționalul cehoslovac Hess în echipa Brno. Clubul a răspuns prin semnarea jucătorului de vis, ceea ce a costat clubul o taxă de transfer considerabilă de 120.000 CSK(coroane cehești). În vacanța de iarnă din 1934, sub presiunea puternică a lui Konrád, Ladislau Raffinsky a fost împrumutat de la Ripensia „în condiții financiare bune”.
În momentul în care Konrád preia conducerea, echipa care a fost prima promovată se află pe ultimul loc în clasament cu 5:11 goluri și 0 puncte din primele patru jocuri. Dar Konrád 
```
„accelerează jocul și îi place mai ales pasele verticale înainte și transferul rapid al jocului în locurile cel mai puțin ocupate de adversar”. 
```

Acest lucru se vede și în rezultate, pentru că dacă măsori rezultatele sportive din etapa 5-a când a preluat echipa, Zbrojovka este pe locul 6 în clasamentul ligii cu doar nouă puncte mai puțin decât eventuala campioană Slavia Praga, care sunt antrenate de fratele lui Kalman. În ultima zi de meci, ei au reușit să rămână în ligă cu o victorie de 3-2 pe teren propriu împotriva lui Teplitzer FK. În august 1934, Konrád a demisionat în mod surprinzător din funcția de antrenor. Ungurul de atunci, în vârstă de 40 de ani, ceruse anterior un contract mai bine plătit, dar clubul a respins acest lucru.
În noiembrie 1934, Jenö Konrád s-a întors la Wiener Austria și a condus clubul de pe ultimul loc în clasament prin victoria Cupei ÖFB până la Mitropacup. În timpul pauzei de iarnă din 1935/36, Konrád și-a dat demisia din funcția de antrenor la Austria Viena din cauza neînțelegerilor și rupturii cu conducerea.
Președintele Ripensiei, dr. Cornel Lazăr, l-a adus înapoi la club pe prietenul său Konrád în 1936. Cu Ripensia Konrád a câștigat atât Divizia A, cât și Cupa României.
Pentru Konrád, aceasta a fost a treia victorie de campionat în România cu o echipă din Timișoara. Președintele clubului a fost mereu același în perioada petrecută la Chinezul și Ripensia și anume „fierul” dr. Cornel Lazăr.
În vara anului 1936 s-a mutat în Italia, a antrenat Triestina SUA în Serie A și a obținut cel mai bun rezultat al clubului, locul șase. Cu toate acestea, a trebuit să părăsească clubul și Italia în 1938 din cauza legilor rasiale italiene (leggi razziali) adoptate de fasciști. Familia Konrád a fost primii evrei care au fugit din Trieste.
Konrád evadează prin Trieste, mai întâi la Budapesta și apoi la Paris, unde lucrează ca florar și locuiește într-un mic apartament deasupra unui bar. La Budapesta, Konrád se temea însă că va fi chemat în serviciul militar, motiv pentru care s-a stabilit în capitala Franței.
El a respins o ofertă de la FC Metz și, în schimb, a preluat funcția de antrenor la Olympique Lillois, unde a ajuns în finala Cupei Franței, care a fost pierdută cu Racing Paris. Clubul nu a vrut atunci să-și prelungească contractul din cauza credințelor sale religioase.
Ultima stație de fotbal a lui Konrád din Europa a fost Sporting Lisabona, unde Konrád a lucrat ca delegat tehnic sub numele de „Eugénio Conrad”. Compatriotul său Joseph Szabo, antrenorul lui Sporting la acea vreme, l-a recunoscut pe Konrád, care era cu doi ani mai tânăr decât el, la Lisabona și astfel a apărut o nouă figură pe malul Alvalade la mijlocul sezonului 1939/40.
Sporting a încheiat sezonul 1939/40 pe locul doi în spatele lui FC Porto.
În mai 1940, Konrád a aterizat în sfârșit la New York, după o călătorie de 15 zile pe nava de marfă „San Miguel”. Acolo nu a mai activat în fotbal.

## Viața personală
În SUA, Konrád a lucrat ca maseur, mai târziu a lucrat într-o fabrică de mașini de cusut și mai târziu a deschis un magazin de perdele. În același timp, Konrád a descoperit sportul american de baseball.
Konrád, care a fugit la Budapesta prin Moscova, a fost persecutat în patria sa din cauza originii sale comuniste și apoi a fugit la Viena împreună cu fratele său Kalman.
În Ungaria, el a fost acuzat că s-a alăturat regimului sovietic al lui Béla Kun ca ofițer și comunist, deși fiica sa a negat acest lucru în anii următori. Potrivit lui Evelyn Konrád, tatăl Jenö a fost și un social-democrat.
În 1927, Konrád s-a căsătorit cu Grete, născută Dukler, la Viena. Un an mai târziu, fiica Evelyn s-a născut în capitala Austriei.
Din 1928 până în 1932, Konrád a fost proprietarul unui cinematograf din Berlin, pe care fratele său Kálmán a continuat să îl conducă până la venirea la putere a național-socialiștilor. În Viena, Konrád a condus cinematograful Nestroy, care era deținut în proporție de 50% de soacra sa și de soția sa Grete.
„Gemenii Konrád” sunt încă printre cei mai de succes jucători de fotbal și antrenori din istoria sportului maghiar, iar Konrád este, de asemenea, singurul profesor de fotbal maghiar care a reușit să sărbătorească două duble (eventuri) în două națiuni diferite în cariera sa.
În 1953 și 1955, clubul preferat al lui Konrád a făcut un turneu în SUA. La New York, Konrád a stat în tribune la un meci de probă împotriva Sunderland FC și Liverpool FC; fostul antrenor al clubului vizitase anterior echipa campioanelor record ale Germaniei la hotel. După cele două meciuri de testare, Konrád a scris o scrisoare președintelui DFB, Dr. Peco Bauwens: „Clubul este... un club minunat condus, care aduce onoare sportului german din toate punctele de vedere”.
„Inseparabilii gemeni Konrád” s-au bucurat de o înaltă reputație socială și au speculat pe bursă.
Konrád era considerat bine citit și vorbea cinci limbi. A murit pe 15 iulie 1978, la New York, la vârsta de 82 de ani, la o săptămână după ce a suferit un infarct.
Soția lui Grete, cu care Jenö a fost căsătorit de peste cincizeci de ani până la moartea sa, a murit pe 27 septembrie 1995. Fiica lui Konrád încă locuiește în New York City la bătrânețe.

## Citate
„Clubul a fost primul și trebuie să fie primul.”
„Un atac care se termină cu șut este bun; cel mai frumos atac, fără șut, nu are valoare. Jocul de teren este doar o pregătire pentru a marca goluri și nu un scop în sine. Așa că risipiți mai puțină energie în teren, astfel încât să aveți în continuare puterea și viteza de a marca goluri.”

## Palmares

### Jucător
MTK Budapesta
- Nemzeti Bajnokság I (2): 1913–14, 1918–19

Austria Viena
- Bundesliga (Austria) (1):  1923-24
- Cupa Austriei (2): 1920-21, 1923-24

Ungaria
- 1 meci pentru echipa națională de fotbal a Ungariei

### Antrenor
Austria Viena
- Bundesliga (Austria) (1):  1925-26
- Cupa Austriei (3): 1924-25, 1925-26, 1934-35

Chinezul Timișoara
- Divizia A: a contribuit în prima parte a sezonului 1926–27[3]

Ripensia Timișoara
- Divizia A: 1932–33, 1935–36[4][5]
- Cupa României: 1935–36[4]

## Literatura
- Werner Skrentny: From Serbia to New York, from Budapest to Stockholm: the odyssey of the “Konrad twins” . In: Dieter Schulze-Marmeling (ed.): Star of David and leather ball . The Workshop, Göttingen 2003, ISBN 3-89533-407-3. (Werner Skrentny: De la Serbia la New York, de la Budapesta la Stockholm: odiseea „gemenilor Konrad”. În: Dieter Schulze-Marmeling (ed.): Steaua lui David și mingea de piele. Atelierul, Göttingen 2003, ISBN 3-89533-407-3.)